# Heinz Redl
Heinz Redl (* 1952) ist Wissenschaftler und Gründer des Österreichischen Cluster für Geweberegeneration sowie Träger der Wilhelm-Exner-Medaille.

## Leben
Heinz Redl ist 1952 in Wien geboren und studierte an der TU Wien Technische Chemie im Rahmen des Studiums Biochemie. Nach seiner Tätigkeit als Universitätsassistent am Institut für Botanik und Technische Mikroskopie arbeitete er in der Trauma-Forschungsabteilung der Allgemeinen Unfallversicherungsanstalt (AUVA) im Lorenz Böhler Krankenhaus.

## Wirken
Im Jahr 2006 gründete Heinz Redl den Österreichischen Cluster für Geweberegeneration mit dem Ziel des besseren Verständnisses der Regeneration von Weichteilen, Knorpel, Knochen und Nerven und darauf aufbauend neue Behandlungsmethoden. Durch die Partnerschaft mit der Blutbank des Roten Kreuz Oberösterreichs besteht zusätzlich die Möglichkeit, humane Zellen und Gewebe auch unter GMP Bedingungen zu präparieren. Im Bereich der Geweberegeneration konnte er 2012 den größten Weltkongress für Regenerative Medizin nach Wien bringen. Von 2015 bis 2018 war Heinz Redl Präsident der Europäischen TERMIS-EU Gesellschaft sowie Präsident der TERMIS Gesellschaft von 2019-2021.
Sein technisches und wirtschaftliches Verständnis brachte Heinz Redl als Konsulent in das erste österreichische Uni Start-up-Unternehmen, die Firma Immuno, ein. 1998 gründete er die Firma Trauma Care Consult für Industriekooperationen, die er auch seither leitet. Von 1998 bis 2019 war er Leiter des Ludwig Boltzmann Instituts für experimentelle und klinische Traumatologie, wo er nach wie vor als Wissenschaftlicher tätig ist.

## Forschungsthemen
Wichtige Forschungsthemen von Heinz Redl im Bereich der Intensivmedizin sind die Kontrolle und Therapie der Gerinnungsstörungen bei Schwerstverletzten, das Monitoring und darauf beruhende Therapien der Sepsis, die Bakterientranslozierung als Auslöser von Organversagen, Bereiche der Geweberegeneration, die Überbrückung von Nervendefekten, neue Ansätze zur Blutstillung, eine schnellere Wundheilung durch Wachstumsfaktoren sowie biophysikalische Maßnahmen wie Licht oder Stoßwellen, Ersatz des Kreuzbandes mit Seide und die Stammzellenforschung.